# 치수
치수(齒髓, pulp)는 치아의 내부에 있는 치수강(齒髓腔)을 채우고 있는 부드러운 결합조직과 상아아세포로 이루어져 있는 부분이다. 신경과 혈관이 풍부하게 분포해 있다. 치수의 기본 기능은 상아질을 형성하는 것이다.

## 구조
치수는 영구치든 유치든 각 치아의 중심에 위치한 신경혈관 다발이다. 치수는 중심 치수강(pulp chamber), 치수각(pulp horns), 그리고 근관(radicular canals)으로 구성된다. 치수의 대부분은 치수강에 포함되어 있으며, 치아의 치관 형태를 반영하여 그 전체적인 모양을 따른다.
상아질이 지속적으로 침착됨에 따라 치수강의 크기는 나이가 들면서 점차 줄어든다. 이러한 변화는 치수의 모든 부위에서 균일하게 일어나지 않으며, 치수강의 바닥에서 천장이나 측벽보다 더 빠르게 진행된다.
근단 치수 근관(radicular pulp canals)은 치관의 경부에서 치근단까지 뻗어 있다. 이 근관들은 항상 곧은 형태가 아니라, 모양, 크기, 개수에서 다양하게 나타난다. 근관은 근첨공(apical foramen 또는 foramina)을 통해 치근단 조직(periapical tissues)과 연결되어 있다.
모든 영구치의 총 치수 용적은 0.38cc이며, 성인 치아 한 개의 평균 치수 용적은 0.02cc이다.
부속 근관(accessory canals)은 근단 치수에서 갈라져 나오는 통로이다. 이 근관들은 상아질을 가로질러 측방으로 치주 조직까지 이어지며, 특히 치근의 근단 3분의 1 부위에서 많이 발견된다. 부속 근관은 일반적으로 치근의 측면에 위치하기 때문에 측방 근관이라고도 불린다.